# ウォンテッド (指名手配)
「ウォンテッド（指名手配）」（しめいてはい）は、1977年9月5日にリリースされた、日本のアイドルグループ・ピンク・レディーの5枚目のシングル。通常は単に「ウォンテッド」と呼ばれる。売り上げ枚数は約120万枚（オリコン）、165万枚（ビクター）。

## 解説
- シングルの初回プレス枚数は50万枚[2]。
- 1977年9月19日から、12週連続オリコンチャート1位の座を獲得。
- オリコンでは、前作の「渚のシンドバッド」に続き、自身二作連続二度目のミリオンセラーを記録。
  - ミリオン達成記録としては、本作が最初の達成曲である（「渚のシンドバッド」の達成時期は次のシングル「UFO」のさらに後で、ミリオン達成順としては3作目）。
- 歌番組やコンサートでは、冒頭部分のみミーとケイが向かい合って立ち、お互いのハンドマイクを相手の口に近づけて歌うというスタイルをとっていた。
- この曲で多くの音楽賞を受賞したが、中でも第3回（1977年）「あなたが選ぶ全日本歌謡音楽祭」ベストアクション賞受賞の際は、ケイが病欠しミーのみの出演となり、ケイのパートを司会の田宮二郎・夏目雅子や出演歌手にリレーパートして披露した。

- この曲で第28回NHK紅白歌合戦に初出場した。

- 1978年に西ドイツやイタリア・スイス・ポルトガルなどヨーロッパでシングルレコードとして発売された「Sergeant Pepper（ペッパー警部）」のB面曲として、「Wanted」の曲名で英語歌詞で吹き込んでいる。英語版は1987年発売のリミックス・アルバム『BLOOD NEW』にも収録された。

## 収録曲
1. ウォンテッド（指名手配）
  - 作詞：阿久悠／作曲・編曲：都倉俊一
2. 逃げろお嬢さん
  - 作詞：阿久悠／作曲・編曲：都倉俊一

## カバー
ウォンテッド (指名手配)
- ゴダイゴ（1979年制作日本テレビ音楽設立10周年記念非売品LP『NTVM AFTER 10 YEARS』に収録）
- ONCE UPON A TIME（TONYA TOWNSEND、ROBIN BAIN、GINA KATSANDRIS）（1991年発売、アルバム『Spring Is Just Ahead』に収録）
- イエロー・マジック・オーケストラ (1993年発売、ライヴ・アット・紀伊国屋ホール1978に収録) ライブ演奏かつインスト。結成初期のライブ定番曲で、のちに「テクノポリス」の誕生につながる。
- SPEED（1997年発売、阿久悠トリビュートアルバム『VELFARRE J-POP NIGHT presents DANCE with YOU』に収録）
- Miz&Shiho（Fried Pride）（2009年発売、阿久悠トリビュートアルバム『Bad Friends』に収録）
- 吉本新喜劇（2012/12/22「茂造のハッピー？クリスマス」の劇中でカバー）
- 吉井和哉 - アルバム『ヨシー・ファンクJr.~此レガ原点!!~』（2014年）
- ピンク・ベイビーズ - シングル『渚のシンドバッド』type-B（2016年）に収録[3]。